# King’s Cup (Fußball) 2018
Der King’s Cup 2018 (thailändisch คิงส์คัพ 2018) war die 46. Austragung eines Fußballwettbewerbs in Thailand. Ausgetragen und organisiert wurde der Wettbewerb vom thailändischen Fußballverband.

## Teilnehmende Mannschaften
| Mannschaft                   | Nationaler Verband                        | Regionaler Verband | Kontinentalverband | FIFA-Weltrangliste |
| ---------------------------- | ----------------------------------------- | ------------------ | ------------------ | ------------------ |
| Thailand                     | Football Association of Thailand          | AFF                | AFC                | 129. Platz         |
| Gabun                        | Fédération Gabonaise de Football          | UNIFFAC            | CAF                | 95. Platz          |
| Slowakei                     | Slovenský futbalový zväz                  |                    | UEFA               | 28. Platz          |
| Vereinigte Arabische Emirate | United Arab Emirates Football Association | WAFF               | AFC                | 78. Platz          |

## Modus
Sollte es nach der regulären Spielzeit unentschieden stehen, wird die Entscheidung im Elfmeterschießen herbeigeführt. Es gibt keine Verlängerung. Es können drei Spieler ausgetauscht werden.

## Austragungsort
Alle Spiele fanden in der Hauptstadt Bangkok im 50.0000 Zuschauer fassenden Rajamangala Stadium statt.

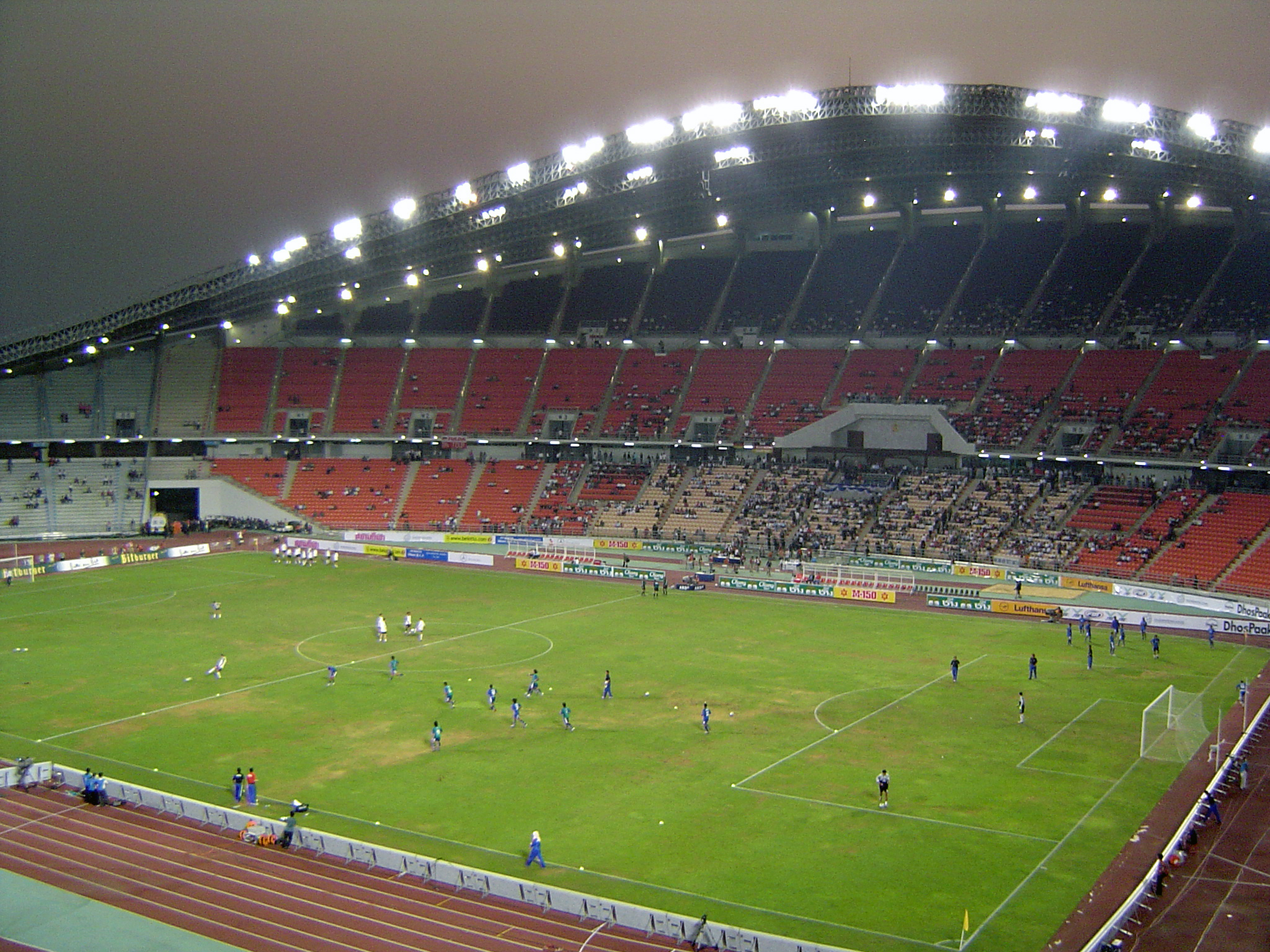
Rajamangala Stadium

## Spiele

### Übersicht
|  | Halbfinale                 | Halbfinale                   | Halbfinale                 |   |          | Finale                     | Finale                     | Finale                     |
|  |                            |                              |                            |   |          |                            |                            |                            |
|  | 22. März 2018 um 16:30 Uhr |                              |                            |   |          |                            |                            |                            |
|  | 1                          | Slowakei                     | 2                          |   |          |                            |                            |                            |
|  | 2                          | Vereinigte Arabische Emirate | 1                          |   |          | 25. März 2018 um 19:30 Uhr | 25. März 2018 um 19:30 Uhr | 25. März 2018 um 19:30 Uhr |
|  |                            |                              |                            | 3 | Thailand | 2                          |                            |                            |
|  | 22. März 2018 um 19:30 Uhr | 22. März 2018 um 19:30 Uhr   | 22. März 2018 um 19:30 Uhr |   | 1        | Slowakei                   | 3                          |                            |
|  | 3                          | Thailand                     | 0 (4)                      |   |          |                            |                            |                            |
|  | 4                          | Gabun                        | 0 (2)                      |   |          | Spiel um Platz 3           | Spiel um Platz 3           | Spiel um Platz 3           |
|  |                            |                              |                            |   |          | 4                          | Gabun                      | 1                          |
|  | 2                          | Vereinigte Arabische Emirate | 0                          |   |          |                            |                            |                            |
|  |                            |                              |                            |   |          | 25. März 2018 um 16:30 Uhr |                            |                            |

### Halbfinale
| Datum                          |          | Ergebnis        |                              |
| ------------------------------ | -------- | --------------- | ---------------------------- |
| 22. März 2018 um 16:30 Uhr Uhr | Slowakei | 2:1             | Vereinigte Arabische Emirate |
| 22. März 2018 um 19:30 Uhr     | Thailand | 0:0 (4:2 i. E.) | Gabun                        |

### Spiel um Platz 3
| Datum                  |       | Ergebnis |                              |
| ---------------------- | ----- | -------- | ---------------------------- |
| 25. März 2018 um 16:30 | Gabun | 1:0      | Vereinigte Arabische Emirate |

### Finale
| Datum                      |          | Ergebnis |          |
| -------------------------- | -------- | -------- | -------- |
| 25. März 2018 um 19:30 Uhr | Thailand | 2:3      | Slowakei |

## Platzierung
| Platz    | Mannschaft                   |
| -------- | ---------------------------- |
| 1. Platz | Slowakei                     |
| 2. Platz | Thailand                     |
| 3. Platz | Gabun                        |
| 4. Platz | Vereinigte Arabische Emirate |